# M89
М89 (NGC4552) е елиптична галактика, разположена по посока на съзвездието Дева, на 60 млн. св.г. от Земята. Видимата ̀и звездна величина е +10.7. Обектът присъства в оригиналната редакция на „Нов общ каталог“.
Открита е от Шарл Месие през 1781 г. М59 e част от галактичния свръхкуп в Дева.
Наблюденията показват, че галактиката е с на практика идеално сферична форма. Все пак, възможно е тя да е елипсоидна, но да е наклонена под такъв ъгъл спрямо зрителния лъч на земен наблюдател, че да изглежда кръгла.
Заобиколена е от облак междузвездно вещество, разпростиращо се на 150 000 св.г., наблюдават се и струи, излизащи от галактиката, дълги около 100 000 св.г., което показва, че в миналото М89 може да е била активен квазар или радиогалактика.
В М89 се наблюдава и многобройна популация кълбовидни звездни купове, в сравнение с Млечния път. В район с радиус 25' са открити 2000 ± 700 купа.